# Germanizacja
     do 700
     700–1099
     1100–1199
     1200–1250
     1251–1300
     1301–1400

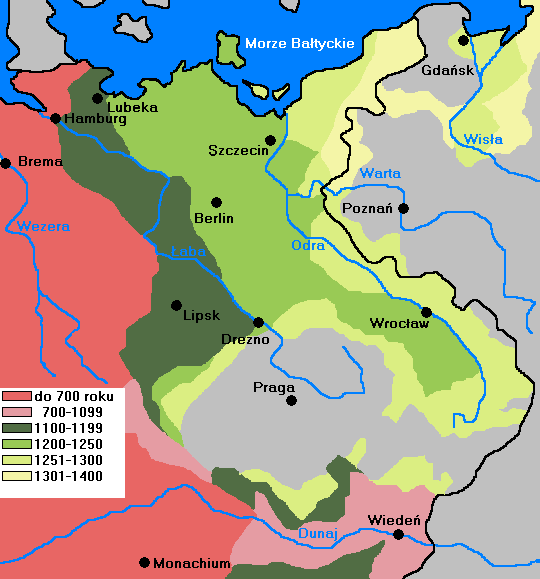
Ekspansja niemczyzny w średniowieczu na ziemiach wschodnich (t.j. Polska, Czechy, Prusy, Austria i Połabie):
----
do 700
700–1099
1100–1199
1200–1250
1251–1300
1301–1400

Germanizacja (także niemczenie) – proces przyswajania języka lub kultury niemieckiej przez jednostki i grupy społeczne funkcjonujące wcześniej w ramach innych kultur. Germanizacja może zachodzić zarówno w wyniku mniej lub bardziej wyraźnego przymusu (np. administracyjnego, edukacyjnego), jak i mieć charakter względnie dobrowolny, tzn. nie wiązać się z żadną bezpośrednią presją. Często rozumiana obecnie jako proces wynarodowienia, poprzez nakłanianie lub przymuszanie ludności rdzennej określonego terenu do przyswojenia języka niemieckiego oraz kultury niemieckiej, a także proces rozprzestrzeniania się języka, kultury i ludności poprzez asymilację lub adaptację obcojęzycznych słów do języka niemieckiego.

## Germanizacja Słowian Zachodnich

### Słowianie Połabscy
Marchia Wschodnia (Marchia Saska)

Ziemie Słowian Połabskich; ok. 1000 roku
Marchia Wschodnia (Marchia Saska)

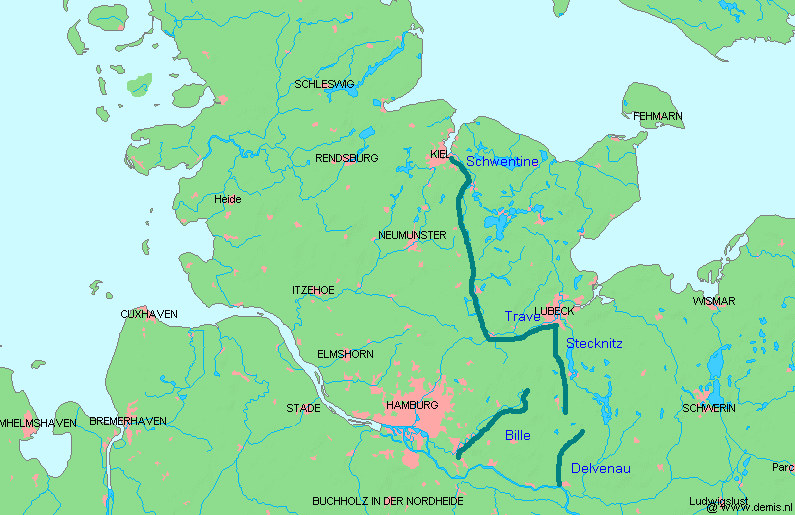
tzw. Limes Saxoniae granica między Obodrzytami a Sasami. Zachodnia granica zasięgu Słowian we wczesnym średniowieczu

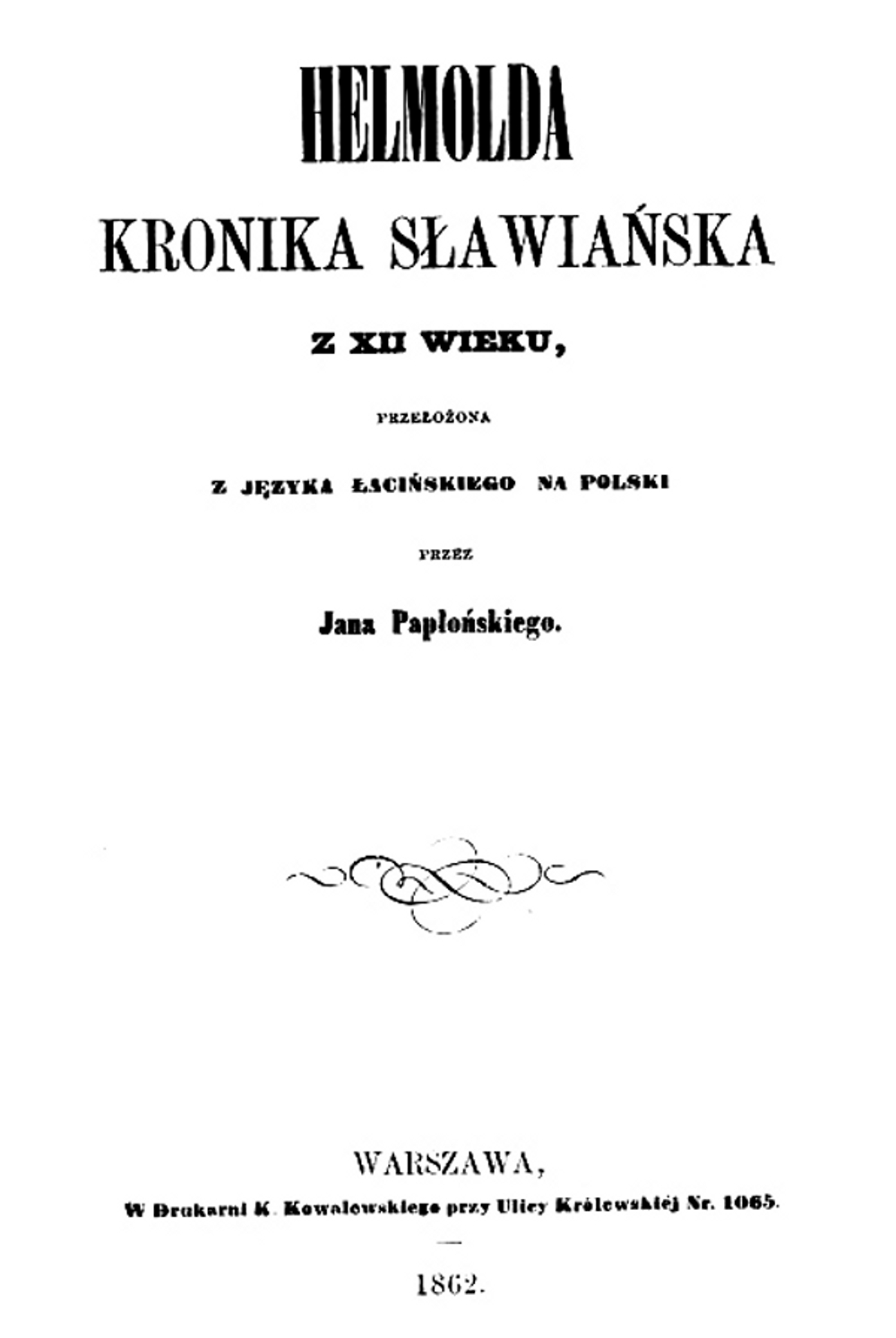
Kronika Słowian Helmolda wydana po polsku w 1862 w Warszawie w tłumaczeniu Jana Papłońskiego

Germanie rozpoczęli podbój ziem pogańskich plemion połabskich w VIII wieku naszej ery. Granica zamieszkania Słowian opierała się o utworzony w roku 805 przez Karola Wielkiego Limes Sorabicus, a później Limes Saxoniae. Germanie starali się narzucić im chrześcijaństwo oraz własną kulturę. Trwające kilkaset lat walki ze Słowianami połabskimi zgrupowanymi w związkach plemiennych Wieletów, związku obodrzyckiego – Obodrzyczan oraz Serbołużyczan doprowadziły do upadku struktur państwowych Słowian zamieszkujących na terenach dzisiejszych Niemiec Wschodnich i włączenie ich ziem w struktury państwa niemieckiego.
Historię podporządkowywania sobie przez Niemców Słowian połabskich opisywali na bieżąco mnisi niemieccy na łamach swoich kronik: Widukind z Korbei w „Dziejach Sasów”, biskup merseburski Thietmar z Merseburga w tzw. „Kronice Thietmara”, kanonik Adam z Bremy autor „Dziejów Kościoła Hammenburskiego” oraz Helmold w „Kronice Słowian”. Wszyscy oni dawali świadectwo prześladowania Słowian.
Helmold pisał: Guncelin, rządca zamku, mąż dzielny i sługa księcia (Henryka Lwa), polecił swoim, żeby skoro tylko spostrzegą kogokolwiek ze Słowian idących bocznymi drogami bez usprawiedliwionej przyczyny, żeby natychmiast takich chwytali i natychmiast wieszali.
Prześladowania Słowian połabskich ze strony Germanów miały podłoże tak wyznaniowe, jak i ekonomiczne. Wykorzystywali oni wiarę chrześcijańską jako pretekst do zaborów ziem słowiańskich. Według średniowiecznych pojęć pogańskie ziemie należały do tego, kto je orężnie zdobył, szerząc wiarę, a więc wypełniając obowiązek krucjatowy. Gdy dokonano podboju chrześcijańscy władcy wprowadzali wysokie podatki. Były one dla Słowian tak dotkliwe, że masowo odwracali się od narzuconej wiary. W roku 1011 Helmold pisał:
Książę (Bernard Saski) tak przez swoją chciwość gnębił naród Winulów, że zmusił ich z konieczności do bałwochwalstwa powrócić. W rzeczy samej w owym czasie opanowali ziemię Słowian margrabia Teodoryk i książę Bernard, pierwszy mianowicie zagarnął wschodnią, drugi zachodnią część kraju, a nierozsądek obu przymusił Słowian do odstępstwa.
W roku 1164 książę wagryjski Przybysław żalił się na władców Saskich: Wiadomo wszystkim Wam, jakie nieszczęścia i ciemiężenia dotknęły nasz lud wskutek gwałtów i przemocy księcia, który ciężar ich dał nam uczuć: zabrał nam dziedzictwo ojców naszych i wszędzie w nim osadził przybyszów, jak Flamandczyków, Holendrów, Sasów, Westfalów i inne ludy rozliczne. Tej krzywdy ojciec mój aż do śmierci swej dochodził, za to mój brat w wiecznym więzieniu zamknięty.
Ostateczny podbój Słowian Zachodnich umożliwiły zbrojne wyprawy wojenne organizowane w XII wieku przez feudałów niemieckich. Wyprawa z 1147 miała nawet sankcję ze strony papieża Eugeniusza III i przeszła do historii jako krucjata połabska, która zapoczątkowała serię tzw. krucjat północnych. Wymierzone przeciwko pogańskim plemionom doprowadziły ostatecznie do wchłonięcia tych terenów przez Niemcy, ale proces germanizacji ludności słowiańskiej trwać miał jeszcze przez setki lat.
Kultura, język i obyczaje tych słowiańskich ludów przetrwały w ramach państwa niemieckiego dość długo, ale do dzisiaj szczątkowo przetrwały jedynie kultura i język Serbołużyczan zamieszkujących od VI w. n.e. pomiędzy rzekami Bóbr, Kwisa i Odra na wschodzie a rzekami Soławą (niem. Saale) i Łabą na zachodzie.

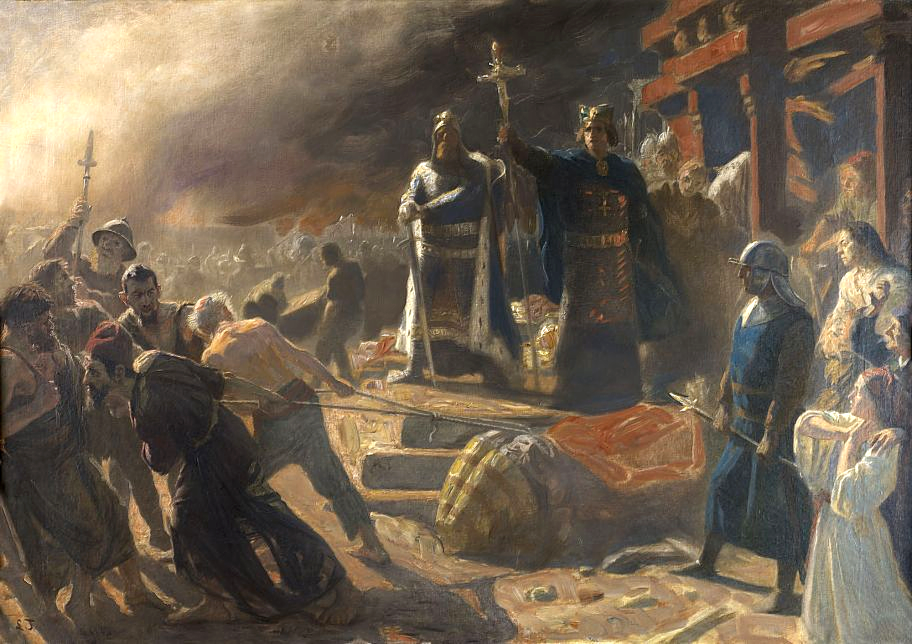
Duński Biskup Absalon niszczy idola słowiańskiego boga Świętowit w Arkonie – obraz Laurits Tuxen

Nie przetrwała natomiast kultura Drzewian – słowiańskiego plemienia połabskiego należącego do związku obodrzyckiego, którzy osiedlili się na obszarze między Łabą i późniejszymi miastami Lüneburg i Uelzen w VII wieku n.e. Chociaż w 1751 anonimowy podróżnik zauważył, że o „Wendach” miejscowa ludność niemiecka mówiła z pogardą i wstrętem, a także twierdziła, że ich język już całkowicie wymarł, to ostatni Drzewianie przetrwali aż do XVIII wieku. Etnografowie niemieccy podjęli badania nad Drzewianami, kiedy słowiański charakter tego ludu zaczynał się już zatracać. Wtedy także ukazały się pierwsze słowniki niemiecko-drzewiańskie. Badania ukazały duże wpływy niemieckie w języku Drzewian, duży procent germanizmów oraz stosowanie niemieckiej pisowni wyrazów. Ostatnia kobieta mówiąca po drzewiańsku zmarła w 1756. Podobny był los sąsiadów Drzewian – Smolińców, podbitych na początku IX wieku. Przeżyli w izolacji do XVIII wieku, zachowując swoją słowiańską tożsamość. Losy Drzewian i Smolińców podzieliły także inne słowiańskie plemiona należące do grupy wieleckiej i obodrzyckiej: ostatecznie uległy całkowitej asymilacji z kulturą niemiecką.
Do teraźniejszych czasów Niemcy nazywają obszary zamieszkane przez Słowian Wendlandem (krajem Wendów, czyli Słowian). Wiele nazw obecnych miast niemieckich w Meklemburgii czy Łużycach powstało ze zniemczenia pierwotnych nazw słowiańskich, gdyż powstały one na miejscu osad założonych przez Słowian połabskich. Na Łużycach rząd niemiecki zezwolił obecnie na stosowanie podwójnego nazewnictwa tych miejscowości i np. obok Cottbus widnieje także łużycka nazwa Chóśebuz.

### Serbołużyczanie

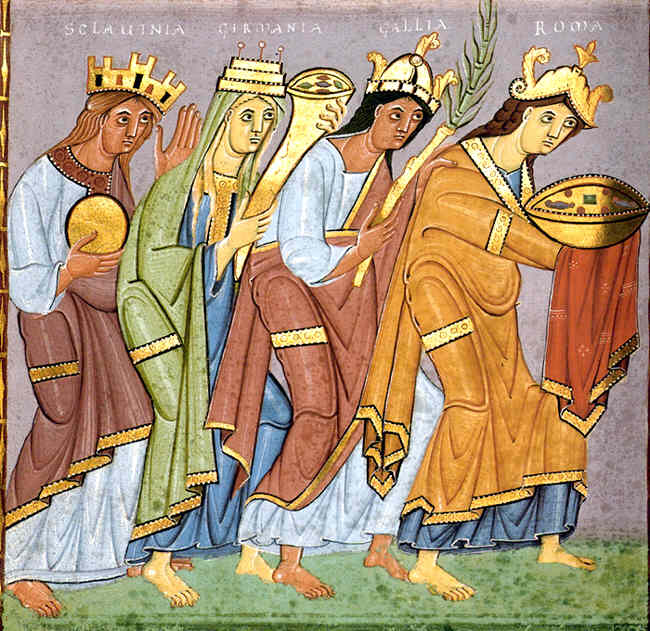
Miniatura z Ewangeliarza Ottona III: Słowiańszczyzna, Germania, Galia i Italia niosą dary cesarzowi Ottonowi III

Po kongresie wiedeńskim, kiedy to przyznano część Łużyc Górnych Saksonii, a większość Łużyc Prusom, pojawiły się zakazy, ograniczające używanie języków łużyckich; nasila się emigracja Łużyczan, głównie do Stanów Zjednoczonych (miejscowość Serbin w Teksasie) i Australii. W 1848 5000 Łużyczan podpisało petycję do rządu Saksonii, w której domagali się zrównania praw języka łużyckiego z niemieckim w kościołach, sądach, szkołach i administracji.
Serbowie łużyccy prześladowani byli w czasach III Rzeszy. Propaganda faszystowska głosiła, że należą oni do szczepów germańskich plemion. Rozwiązywano organizacje łużyckie, a działaczy aresztowano lub eliminowano.
Serbołużyczanie zdołali zachować swoją kulturę oraz język, pozostając przez 1000 lat w obrębie państwa niemieckiego. W efekcie niezbyt nasilonej germanizacji do dzisiaj zachowała się w Niemczech stosunkowo liczna społeczność łużycka. Wielowiekowy proces germanizacji na Łużycach spowodował jednak znaczne skurczenie się populacji Serbów łużyckich. W 1919 roku społeczno-kulturalna organizacja Serbów łużyckich „Domowina” mogła się pochwalić 180 tysiącami członków. Obecnie populację Łużyczan szacuje się na ok. 50 tys. w tym: Górnołużyczan (Horni Serbja), mówiący językiem górnołużyckim – około 30 000 osób oraz Dolnołużyczan (Dolne Serby), mówiący językiem dolnołużyckim, w liczbie około 20 000 osób. Serbołużyczanie stanowią aktualnie jedynie niewielką mniejszość w liczących 82 mln ludności Niemczech.
Jeszcze pod koniec XIX wieku około 150 000 osób mówiło językami łużyckimi. W 1920 praktycznie wszyscy Łużyczanie w takim samym stopniu władali językiem niemieckim, jak łużyckim. Ostatni Łużyczanin bardzo słabo znający język niemiecki zmarł w 1954 w dolnołużyckiej wsi Myšyn/Müschen.

### Ślązacy

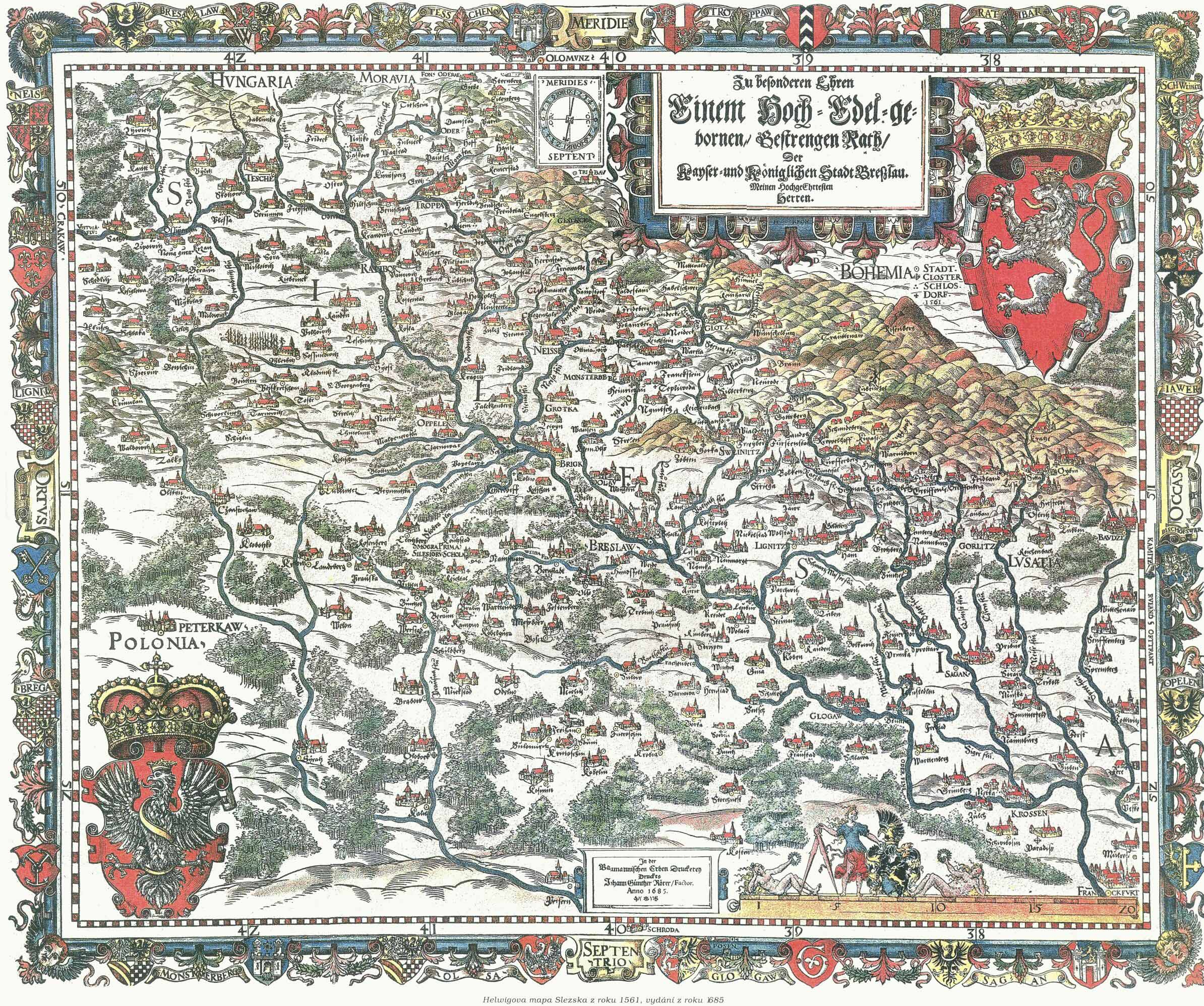
Mapa Śląska z 1561 roku

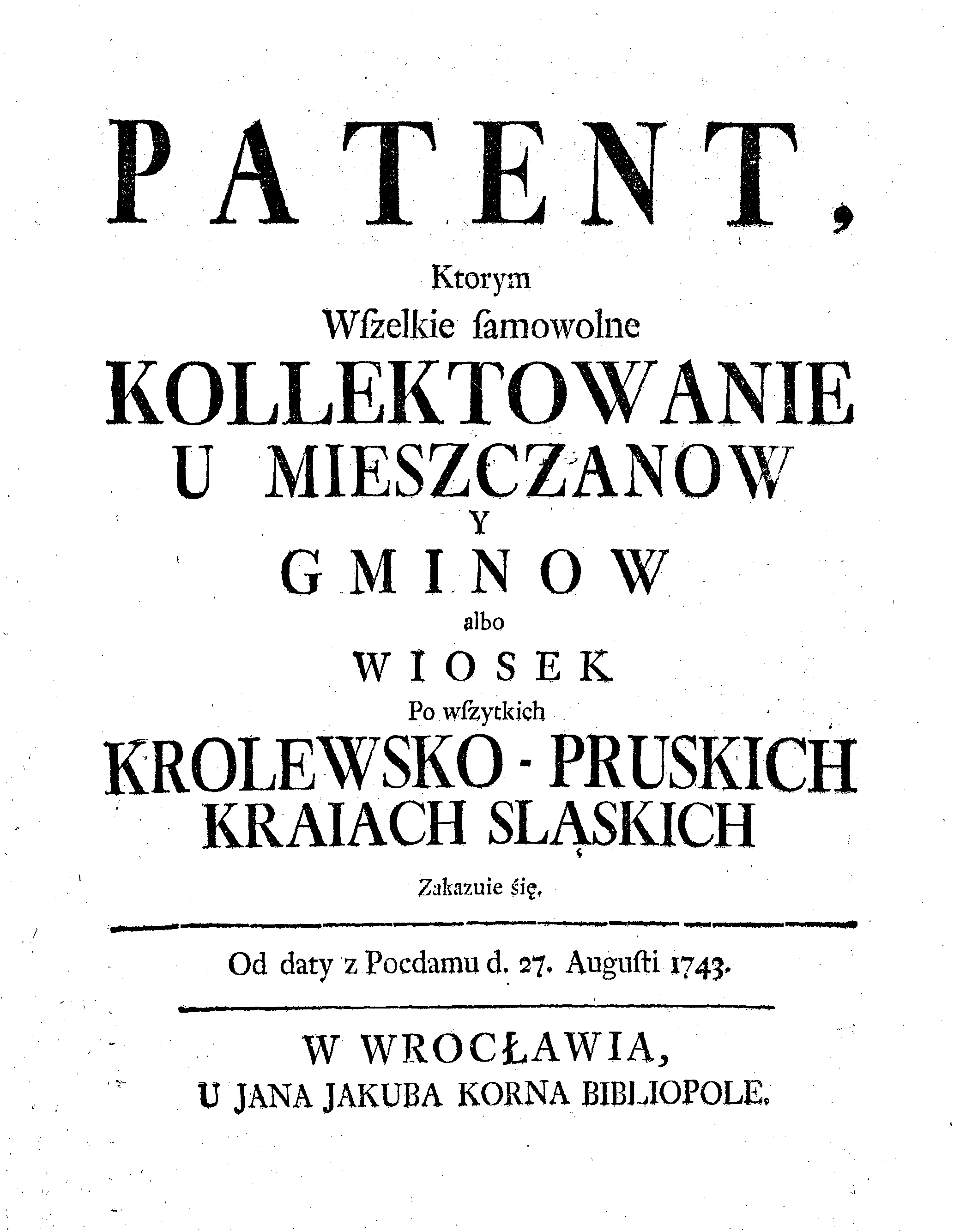
Pruski patent wydany w 1743 roku w języku polskim we Wrocławiu, w którym Fryderyk Wielki zakazuje samowolnych zebrań mieszkańców Śląska.

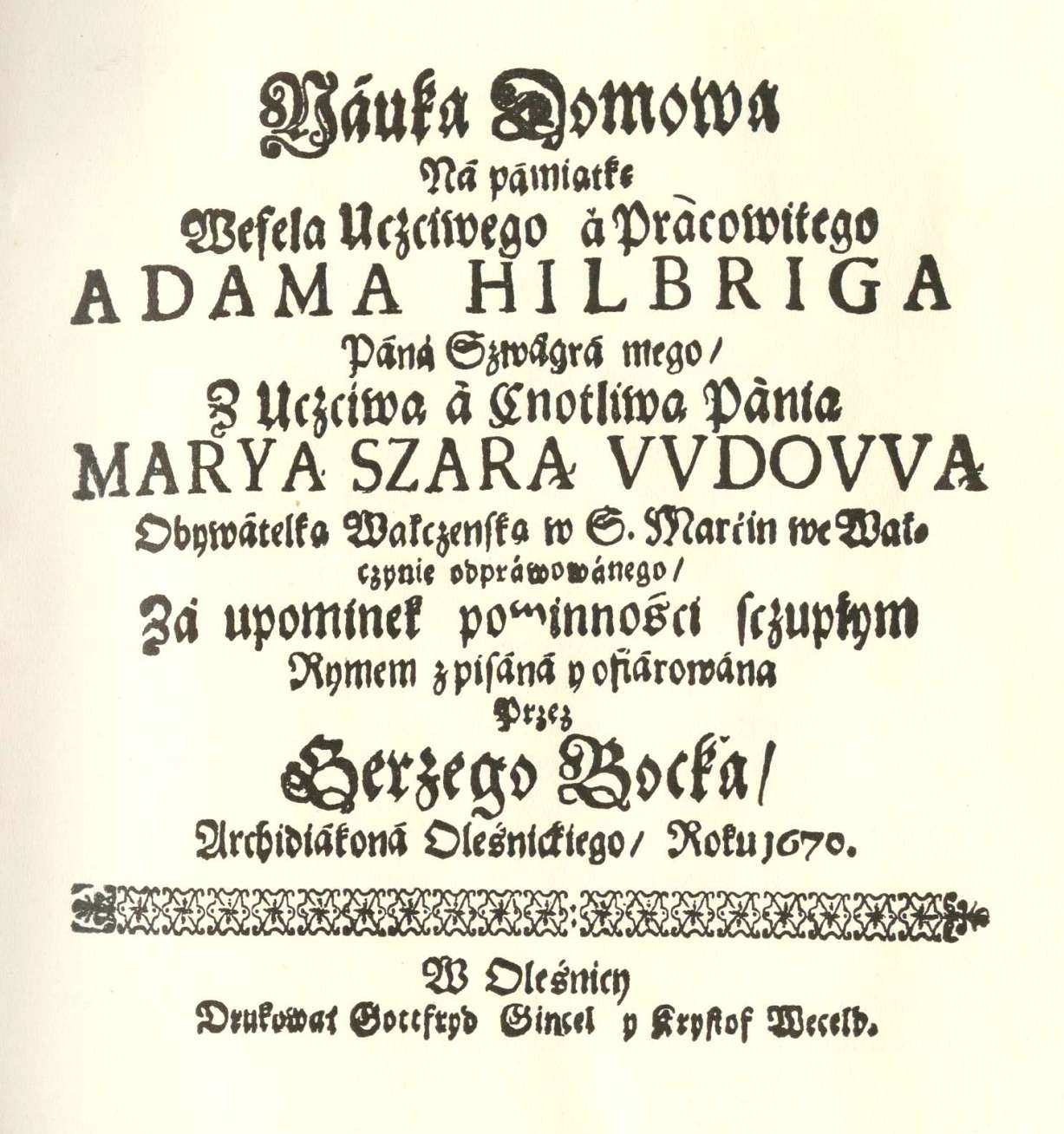
Nauka domowa Jerzego Bocka wydana po polsku szwabachą w Oleśnicy w 1670 roku.

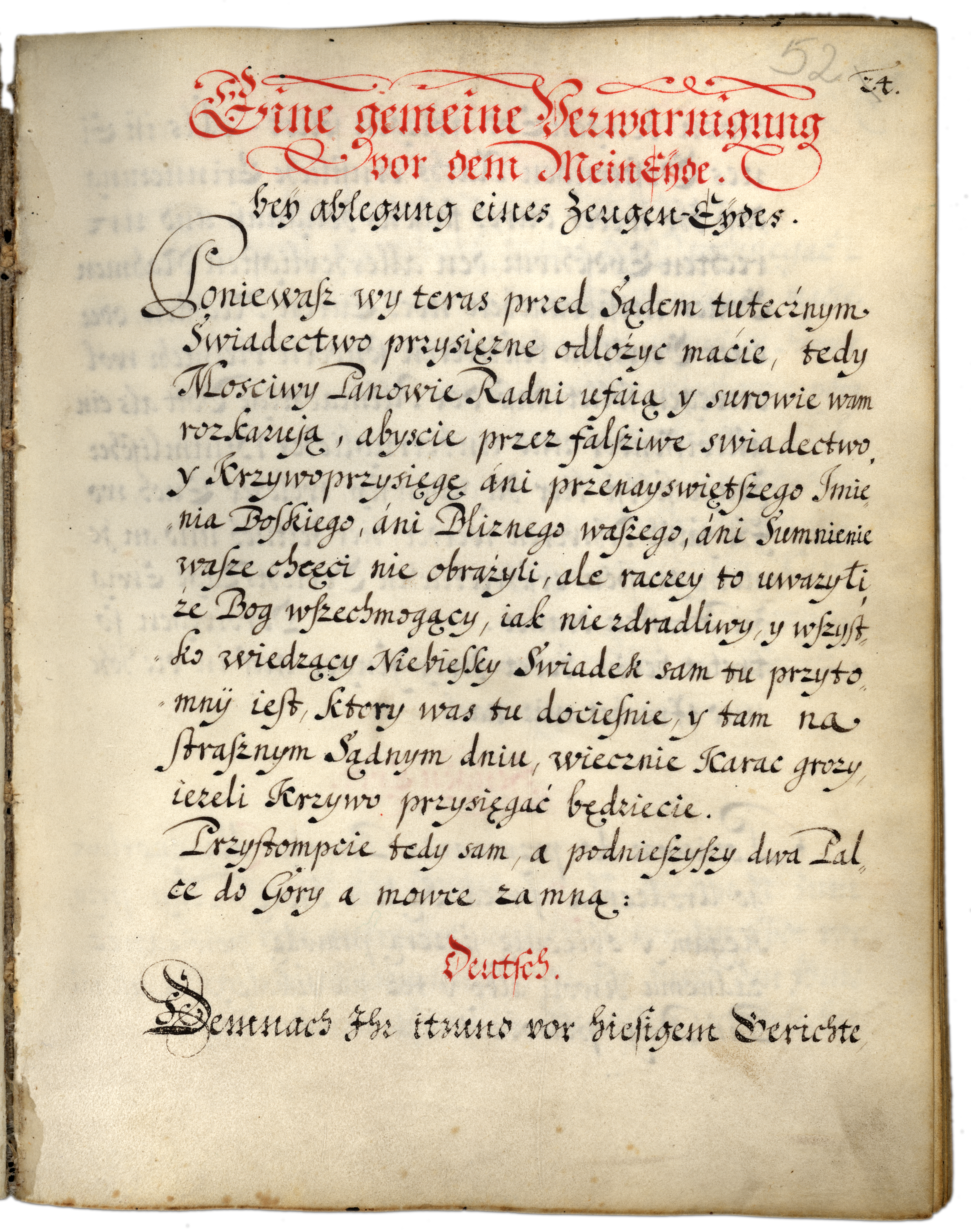
Tekst polskiej roty sądowej spisanej w 1702 roku we Wrocławiu.

Polska utraciła formalnie Śląsk w 1348 roku na rzecz Korony Czeskiej, następnie w roku 1526 przeszedł na dwa kolejne wieki pod panowanie Habsburgów. W 1742 roku Prusy zaatakowały Austrię i w efekcie tzw. wojen śląskich przyłączyły Śląsk do swojego terytorium. W 1763 roku pruski podbój Śląska został zakończony. Etnicznie jednak przez cały ten czas Śląsk, podobnie jak Łużyce, w znacznej (a na Górnym Śląsku przeważającej) liczbie zamieszkiwała ludność słowiańska, która na terenie Śląska mówiła dialektem śląskim języka polskiego. Niemieccy osadnicy przybywający na Śląsk od drugiej połowy XIII wieku nazwali rdzenną słowiańską ludność tych terenów „Wasserpolen”, a w późniejszych wiekach nazwę tę rozciągnięto także na słowiańską mowę mieszkańców Śląska: „Wasserpolnisch Mischsprache”. Niemiecki opis geograficzny Śląska z 1689 r. odnotowuje dla przykładu, że lud między Oławą a Kątami Wrocławskimi „sehr polnisch redet”. W Kątach Wrocławskich w 1641 r. prawie połowa ogółu rzemieślników należała do osobnego, polskiego cechu.
Po trzech wojnach śląskich pomiędzy Austrią i Prusami o Śląsk jakie odbyły się w latach 1740–1763 dostał się on ostatecznie pod panowanie Prus. Jeden z pierwszych dekretów Fryderyka Wielkiego z 1764 roku był skierowany przeciwko językowi polskiemu. W tym zarządzeniu germanizacyjnym nakazał on wprowadzenie języka niemieckiego jako języka urzędowego oraz wydał zakaz zatrudnienia w szkołach nauczycieli nieposługujących się językiem niemieckim. Zarządzenie zakazywało także każdemu dominium zatrudnianie pod karą 10 talarów kogokolwiek bez znajomości języka niemieckiego do pracy oraz służby w folwarku, a nawet zakazywało udzielania zgody na śluby, jeżeli nowożeńcy nie nauczą się mówić po niemiecku. Wprowadzono restrykcje w używaniu języka polskiego we wszystkich szkołach i urzędach. Radcom ziemiańskim powiatów wrocławskiego, brzeskiego, niemodlińskiego, oławskiego, grodkowskiego, nyskiego, średzkiego, trzebnickiego, oleśnickiego, namysłowskiego, kluczborskiego i sycowskiego Fryderyk oznajmiał:
(...) Ponieważ usilnie pragniemy, aby w tych okolicach i miejscowościach, gdzie poddani władają tylko językiem polskim, język niemiecki coraz więcej się rozpowszechniał, wobec czego polskim proboszczom polecono w przeciągu roku w języku niemieckim się wydoskonalić, ponieważ polscy nauczyciele mają być usunięci, a ich posady objąć ludzie, którzy rozumieją po niemiecku i po polsku i młodzież w języku niemieckim uczyć (...)
Akcja germanizacyjna zainicjowana przez Fryderyka przebiegała jednak w początkowym okresie dość opornie i nie przyniosła rządowi pruskiemu pokładanych nadziei na szybką germanizację ludności polskiej na Śląsku. Wyraźnie rozczarowany postępem germanizacji na terenie Śląska Fryderyk Wielki apelował do radców ziemiańskich powiatów górnośląskich i granicznych w kolejnym zarządzeniu germanizacyjnym wydanym we Wrocławiu 10 listopada 1773 roku:
(...) Spodziewaliśmy się, że na mocy ponawianego upomnienia i zamianowania po szkołach na Górnym Śląsku nauczycieli władających językiem niemieckim i polskim, a uzdolnionych do nauczania języka niemieckiego, nauka tego języka rozszerzy się i rozpowszechni, tymczasem ku naszemu wielkiemu niezadowoleniu stwierdzamy, że mimo to nauka języka niemieckiego i jego rozpowszechnienie napotyka na wiele przeszkód (...) dziedzice nie zwracają uwagi na to, ażeby rodzice i mieszkańcy pomiędzy sobą językiem tym posługiwali i dzieci swoje do używania tego zniewalali; zdarza się nawet, że dziedzice sprzeciwiają się raczej zaprowadzeniu języka niemieckiego, w miejsce skażonego i zepsutego języka krajowego, i wcale go nie popierają. Zaledwie wiarę dać możemy temu, ażeby dziedzice i osoby, którym przecież zależeć powinno na uchylaniu stanu nieokrzesanego i ciemnoty i na usuwaniu zepsutego krajowego języka polskiego (przez co się owa okolica przedstawia niekorzystnie), sprzeciwiać się mogły rozpowszechnianiu języka niemieckiego jako jednego z głównych środków cywilizacji tamtejszych mieszkańców (...)
Germanizacja objęła początkowo teren Dolnego Śląska oraz wszystkie większe miasta znajdujące się na jego terenie. Wrocław z powodu osadnictwa niemieckiego stał się miastem dwujęzycznym. Stopniowo polska ludność była z niego wypierana tym niemniej przez długi czas jeszcze prawobrzeżną część Wrocławia na wschodnim brzegu Odry Niemcy nazywali „Polnische Seite”. Urzędowa relacja z 1789 roku donosiła o posługiwaniu się językiem polskim przez ludność zamieszkałą pod samym Wrocławiem. Jeszcze w XIX wieku Jerzy Samuel Bandtkie pisał
Stolica Śląska ma wiele mieszkańców polskich, bo już o 1,5 mili od Wrocławia są wsie, gdzie lud mówi po polsku, a o 2 lub 3 całe parafie nad Odrą polskie
Do takich polskich wsi należały m.in. Brochów, Gaj, Księże Małe i Księże Wielkie, Tarnogaj i Zalesie oraz ewangelickie Radwanice, Sokolniki, Zacharzyce, Święta Katarzyna, Mokry Dwór, Opatowice, Laskowice i Strachowice (kilka z nich to dzisiejsze dzielnice Wrocławia). Prowincja śląska mówiła jeszcze przez długi czas po polsku, dlatego władze pruskie usiłowały odmienić stosunki etniczne na terenach Śląska w taki sposób, w jaki robiono to kilka wieków wcześniej na ziemiach podbitych Słowian połabskich. Z czasem pruskie władze wyeliminowały prawie całkowicie język polski z życia publicznego i zaczęły także kwestionować polski charakter Śląska. Przymusowa germanizacja oraz zakazy używania języka polskiego budziły kontrowersje wśród samych Niemców. W broszurze wydanej w 1791 r. niemiecki pastor z Wrocławia pisze:
Jakimże jest język tuziemczy na Śląsku? Niemiecki przecież chyba nie? Po znaczącym nazwaniu miast i wsi w danym kraju rozpoznaje się przecież bez wątpliwości, jakim był powszechny język gdy je budowano. Co znaczy Glogau, Bunzlau, Wohlau, Jauer, Breslau, Brieg po niemiecku? W języku polskim natomiast wszystko to ma swoje znaczenie! Czy fałszywy jest wniosek, iż gdy miasta te budowano, język polski był na Śląsku językiem regionalnym? Czy nie można by z większymi pozorami uprawnienia czynić zarzuty Dolnoślązakowi za jego język niemiecki, niż czyni się to Górnoślązakowi z powodu jego języka polskiego? Tak wiele ignorancji wykazują wasi agitatorzy, którzy was tak głośno łają. To, co ganią, godne jest chwalenia. Doprawdy, godny pożałowania jest naród, z którego się szydzi z powodu jego języka ojczystego, którego przecież nie zawinił, i to przez ludzi, którym brakuje wszystkiego, by móc orzekać prawdziwie i rzetelnie.
Oprócz zwalczaniu języka kolejnym sposobem na germanizację Śląska była niemiecka akcja osadnicza, tak zwana kolonizacja fryderycjańska. W samym tylko roku 1763 osiedlono 61 tysięcy, zaś przez następnych 40 lat około 110 tysięcy Niemców. Obok wsi słowiańskich zakładano na Śląsku także setki zupełnie nowych, czysto niemieckich wsi. W rezultacie język niemiecki stał się dominujący na tym terenie. Zmieniający się zasięg języka polskiego można prześledzić na mapie zamieszczonej w książce o geografii Śląska wybitnego niemieckiego geografa Josepha Partscha, „Schlesien”, gdzie w 1 tomie porównał on granice jego występowania w latach 1790–1890.
Około roku 1826 stosunki etniczne pod Wrocławiem przedstawiały się następująco: w Laskowicach na 71 gospodarstw polskich przypadało 11 niemieckich, w Nowym Dworze na 38 polskich przypadały 4 niemieckie, w Piekarach na 40 polskich – 4 niemieckie, w Dębinie na 42 gospodarstwa polskie – 7 niemieckich, w Chwałowicach na 36 polskich – 4 niemieckie, w Dziuplinie Dużej na 45 polskich – 2 niemieckie, w Dziuplinie Małej na 11 polskich – 1 niemieckie, w Jelczu na 32 polskie – 5 niemieckich, w Ratowicach na 58 polskich – 7 niemieckich, w Wojnowicach na 18 polskich – 1 niemieckie. Po polsku mówiono także w Kamieńcu Wrocławskim na samym przedmieściu Wrocławia oraz w Kątach Wrocławskich i Gniechowicach. Gwara dolnośląska w powiatach wrocławskim i oławskim (okolice Oławy, Jelcza-Laskowic, Piekar, Ratowic, Miłoszyc) przetrwała do lat 1866–1888 ulegając następnie całkowitej germanizacji. W powiecie zielonogórskim Polacy stanowili około roku 1848 ciągle około 40% ludności, a polski kościół w samej Zielonej Górze zamknięto odgórną decyzją administracyjną w ramach polityki germanizacyjnej. Jeszcze w 1896 roku we wspomnianej książce „Schlesien” dr Partsch wyraża zdziwienie, że
...trudno zrozumieć, jak mogło się zdarzyć, że na zachodniej stronie rzeki Odry, w dystrykcie Oława i w sąsiedztwie części dystryktu Wrocław i Strzelin mogło przetrwać całkowicie zwarte terytorium mówiących po polsku mieszkańców, które zawiera w sobie wiele ważnych dróg i które rozciąga się na wszystkie strony od wielkiego centrum transportowego jakim jest Wrocław...
Ten niedokładny i mający powierzchowne jeszcze skutki proces germanizacji ludności Śląska potwierdzał w swej relacji z podróży do Wrocławia z roku 1869 Józef Ignacy Kraszewski:
germanizacja do dziś dnia nie potrafiła w nim zatrzeć śladów dawnego, słowiańskiego pochodzenia. Wrocław jest, już można powiedzieć, półpolskim miastem, część jego za Odrą, przy Tumie, nawet dotąd polską się zowie i u wrót stolicy Śląska już mowę naszą posłyszeć możemy.
Około roku 1900 jedynymi enklawami, gdzie 25–50% ludności posługiwało się językiem polskim były okolice Kątów Wrocławskich i Gniechowic. Wyjątkiem w tym ogólnym germanizacyjnym trendzie podczas rządów pruskich na Śląsku było utworzenie w latach czterdziestych XIX stulecia pierwszej w Niemczech katedry slawistyki na uniwersytecie wrocławskim. Dłużej od Dolnego Śląska zwarte zasiedlenie ludności polskojęzycznej utrzymało się na Śląsku górnym. Niemiecki atlas geograficzny i demograficzny Richarda Andreego, który wydany został w roku 1923 (po włączeniu części Górnego Śląska do Polski) wyraźnie ukazywał, że ludność polskojęzyczna stanowiła większość na Śląsku opolskim oraz Warmii i Mazurach. Według tego atlasu na Górnym Śląsku ludność polskojęzyczna liczyła 75% całej populacji.
W 1872 roku w czasie tzw. kulturkampfu usunięto na wniosek kanclerza Ottona Bismarcka język polski ze szkół na Górnym Śląsku.
Ograniczano liczbę szkół z językiem polskim i zwiększano z językiem niemieckim. Przykładowo w latach 1824–1827 liczba szkół w rejencji opolskiej wzrosła ze 199 do 230, dwujęzycznych z 282 do 497, natomiast liczba szkół z językiem polskim zmalała ze 131 do 70.
Mimo tej wieloletniej germanizacji i usuwania polonizmów z języka urzędowego i mówionego przetrwały jednak na Śląsku liczne polskie wyspy językowe, a polscy Ślązacy wielokrotnie protestowali przeciwko prześladowaniom przez władze niemieckie. Jeszcze po I wojnie światowej część powiatu sycowskiego (do 1888 Polnisch Wartenberg), należącego do Dolnego Śląska, przyłączono do Polski, ponieważ w rejonie tym na pograniczu z Wielkopolską, pomimo kilkuset lat oderwania od Polski, zachował się język polski i ludzie identyfikujący się z państwem polskim. Pomimo trwających około 170 lat zabiegów germanizacyjnych część Ślązaków nadal utożsamiała się z Polską. Ślązacy trzykrotnie sięgali po broń w powstaniach śląskich, aby przyłączyć Górny Śląsk do Polski, a na terenach należących do Niemiec założyli w 1922 roku Związek Polaków w Niemczech. Organizacyjnie Dzielnica I ZPwN z siedzibą w Opolu obejmowała tereny Śląska Opolskiego, a Dzielnica II zrzeszała między innymi ludność Dolnego Śląska.

### Czesi

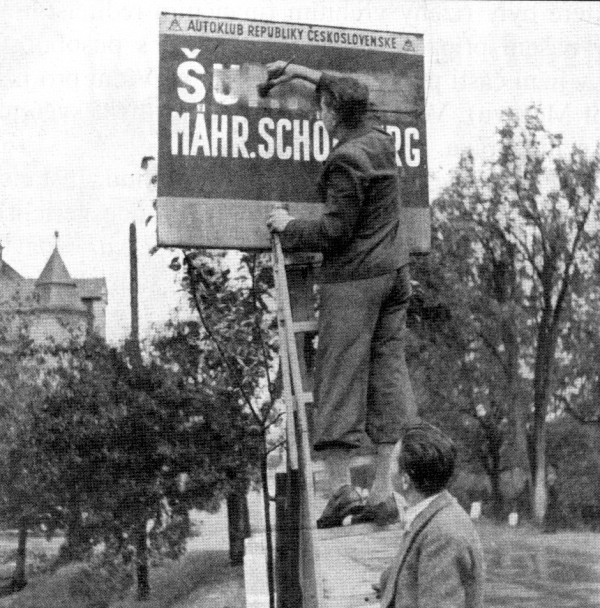
Czeskie napisy zamazywane przez Niemców sudeckich po niemieckiej aneksji Kraju Sudetów

Germanizacja Czech nasiliła się po przegranej przez Czechów bitwie na Białej Górze (1620), która była starciem między siłami czeskich protestantów a wojskami koalicyjnymi ligi katolickiej. Zwycięscy Habsburgowie rozpętali w Czechach terror. Planowo zamordowali 600 najważniejszych przedstawicieli czeskiej elity społecznej i kulturalnej, zaczynając od ścięcia na praskim Rynku Staromiejskim 27 najwybitniejszych przedstawicieli husyckiej szlachty. Skonfiskowali także majątki czeskich protestantów stanowiące połowę wszystkich posiadłości ziemskich i przekazali je zwycięskiej arystokracji niemieckiej.
Przekazano kościoły niemieckim katolikom oraz rozpoczęto przymusową rekatolicyzację. Tysiące protestantów czeskich uciekło na Śląsk oraz do Polski gdzie tworzyli husyckie wspólnoty braci czeskich. Wskutek tej migracji Czechy stały się krajem wyludnionym oraz zrujnowanym ekonomicznie. Liczba autochtonicznej ludności czeskiej zmalała do 1/4. Habsburgowie, likwidując niezależność Królestwa Czech, zredukowali ją do własnej dziedzicznej prowincji, w której zawzięcie tępili język czeski oraz rdzenną kulturę.
Skutkiem tej polityki było całkowite zniemczenie szlachty czeskiej oraz wszystkich wyższych i średnich warstw społecznych. W XVIII wieku język czeski stał się prawie wyłącznie językiem niewykształconych chłopów. Jednak pomimo wysiłków Kościoła rzymskokatolickiego oraz polityki Habsburgów świadomość własnej bogatej czeskiej kultury narodowej nie zaginęła i w wieku XIX stała się źródłem czeskiego odrodzenia narodowego. Między protestanckimi Czechami niechętnymi katolicyzmowi a osiedlonymi w Czechach prohabsburskimi katolickimi Niemcami powstał głęboki konflikt, który zakończył się dopiero w 1945 wraz z wysiedleniem Niemców sudeckich z Czech.

## Germanizacja nazw na terenach słowiańskich

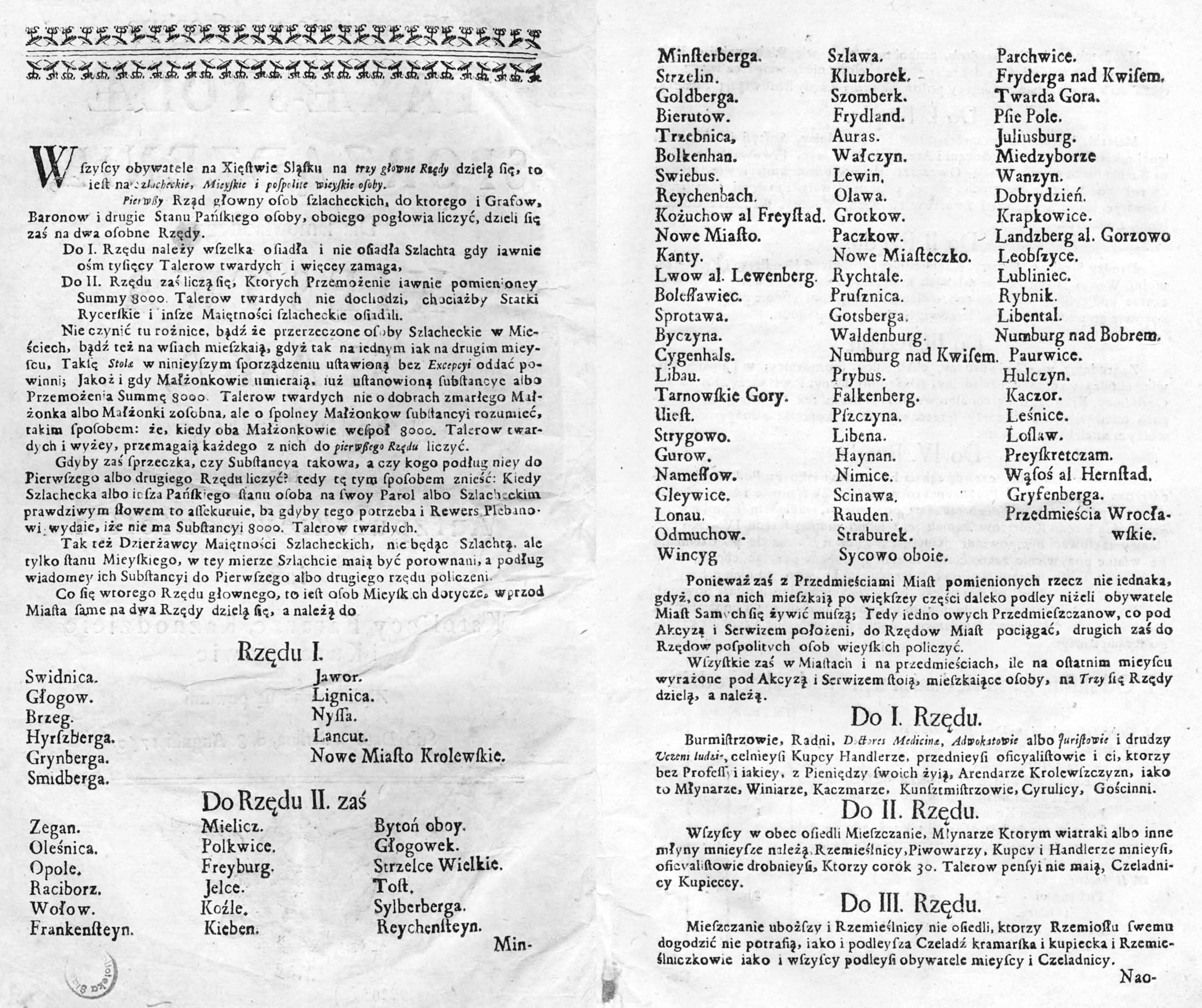
Polskie nazwy śląskich miejscowości w urzędowym pruskim dokumencie z 1750 roku wydanym w języku polskim w Berlinie ustalającym wysokość opłat na Śląsku.

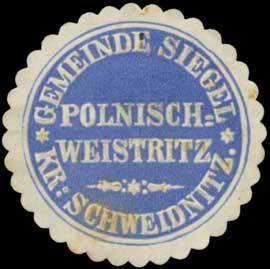
Pieczęć gminna Bystrzycy Dolnej z 1850 roku z nazwą Polnisch Weistritz.

Nazwy słowiańskie stwarzały Niemcom trudności w wymowie, występowały w nich nieznane im dźwięki i nie używane połączenia dźwięków, a same nazwy były dla nich absolutnie niezrozumiałe.
Najwcześniej germanizacja nazw rozpoczęła się na terenach wschodnich Niemiec, odebranych Słowianom Połabskim jeszcze w średniowieczu. Wiele nazw miast w Meklemburgii, Brandenburgii oraz na Łużycach powstało w wyniku zniemczenia wcześniejszych słowiańskich nazw geograficznych. Do takich nazw należą np. nazwy niemieckich miast Cottbus zwane po łużycku Chóśebuz, Rostock – powstała od słowiańskiej nazwy „Roztoka” co oznaczało szerokie rozpływanie się rzeki, Wismar – pierwotnie osada słowiańska Obodrzytów o nazwie „Wyszomir”, Chemnitz wywodzi się od słowiańskiej nazwy kamień – „kamien”. i bezpośrednio pochodzi od nazwy miejscowości „Kamienica” założonej w tym miejscu przez Słowian Połabskich. Stralsund – Strzałów, w którego herbie jest do tej pory strzała, Schwerin – Zwierzyn itd. Nazwy te mając znaczenie w językach słowiańskich po niemiecku je traciły, tak więc z czasem, głównie podczas Kulturkampfu oraz nazistowskiej polityki całkowitej germanizacji terenów wschodnich Niemiec, nazwy miejscowości o słowiańskim brzmieniu masowo zmieniano na całkowicie niemieckie.
Od połowy XVIII wieku do roku 1945 germanizacji podlegało także słowiańskie nazewnictwo miejscowości na Śląsku. Dla przykładu przetłumaczono Brzezetz na Birken (dziś Brzeźce), albo Dziergowitz na Oderwalde (dziś Dziergowice). Ewolucję nazw na Śląsku świetnie ilustruje nazwa wsi Bystrzyca Dolna znajdującej się na Dolnym Śląsku. Miejscowość ta w okresie 1000 lat miała 13 nazw: Bistritcza – 1149/50 r., Wistricz – 1330 r., Wystricza – 1300 r., Polnisch Weistritz – 1318 r., Wistricz – 1334 r., Wistricia polonicalis – 1340 r., Polnissch Weissericz – 1362 r., Polnisch Weistritz – 1372 r., Polnischweistric – 1666 r., Pohl (nisch) Weiseritz – 1743 r., Weistriz Polnisch – 1785 r., Nieder Weistritz – 1886 r., Bystrzyca – 1945.
Czasami zmiany były nieznaczne i polegały na przeróbce końcówki -ów na niemieckie -au (np. Wilków-Wilkau), -sław na -slau (np. Domasław-Domslau), przyrostka -ice na -itz lub -witz (np. Domanowice-Domnowitz). Zmianom ulegały polskie nazwy pod wpływem dynamicznego akcentu niemieckiego, padającego na sam początek – polskie nazwy zatracały swoją środkową część (np. Gołostowice – Gollschau, Opatowice – Ottwitz, Łososiowice – Losswitz).
Inne przykłady germanizacji słowiańskich nazw na Śląsku to Brzeg – Brieg, Góra – Guhrau, Wołów – Wohlau, Strzelin – Strehlen, Trzebnica – Trebnitz, Głogów – Glogau, Jawor – Jauer, Oleśnica – Oels. Według przedwojennego spisu w powiecie wrocławskim na 203 gminy 192 miały zgermanizowaną polską nazwę, podobne proporcje były w powiecie średzkim. W powiecie legnickim, w centrum dawnej rejencji, dla 69 z 87 gmin wiejskich można w przeszłości znaleźć polskie nazwy, kilka wygląda na zniekształcone polskie, lecz nie odnaleziono w dokumentach potwierdzenia tego faktu. Powiat głogowski obejmował 109 gmin, z których 94 ma poświadczone polskie nazwy w dokumentach, już w spisie z 1313 na 54 nazwy (spis częściowy) tylko 6 jest niemieckich.
Jak widać na powyższych przykładach początkowo zniemczano nazwy śląskich miejscowości w mowie potocznej, później także urzędowo zachowując jednak słowiański źródłosłów. Następnie dodawano do tej zniemczonej nazwy przymiotnik Polnisch dla podkreślenia zasiedlenia przez ludność mówiącą po polsku (często w pobliżu znajdowały się miejscowości z przymiotnikiem Deutsch – np. Lasowice Małe, gdzie mieszkańcy byli niemieckojęzyczni). W dalszej kolejności usuwano przymiotnik Polnisch i w ostatniej fazie zmieniano zniemczoną słowiańską nazwę na nową niemiecką. Zmiany te obejmowały większość miejscowości na Śląsku. Przykładem mogą być nazwy Polnisch Neustadt (obecnie Prudnik), Polnisch Wartenberg (Syców), Polnisch Probnitz (Browiniec Polski), Polnisch Olbersdorf (Olbrachcice), Polnisch Neukirch (Polska Cerekiew), Polnisch Krawarn (Krowiarki), Polnisch Lasowitz (Lasowice Wielkie), Polnisch-Hammer (Kuźniczysko), Polnisch Bortschen (Strumyk) itd. Przymiotnik Polnisch zaczęto usuwać od XVIII wieku, następnie na początku XX wieku (po rozpoczęciu I wojny światowej, jak np. w przypadku Polskiej Nowej Wsi) oraz w czasie rządów Adolfa Hitlera, kiedy to zmieniano masowo nazwy w całej Rzeszy na Łużycach, w Meklemburgii, Pomorzu, Mazurach oraz Dolnym i Górnym Śląsku. Największe nasilenie tych zmian miało miejsce podczas akcji Kulturkampf oraz w okresie III Rzeszy. W 1936 r. w rejencji opolskiej zmieniono 1088 nazw miejscowości, a w następnym roku przemianowano dodatkowo 160 wsi sołeckich, przysiółków i osiedli. W rejencjach wrocławskiej i legnickiej, gdzie nasilenie przypadło na lata 1937–1938, zmieniono 359 nazw miejscowości we wrocławskiej, a 178 w legnickiej. Przeciwko germanizacji nazewnictwa śląskich miejscowości paradoksalnie zaprotestowało niemieckie ministerstwo wojny ponieważ wydrukowano dla wojska operacyjne mapy tych terenów ze starymi nazwami. Wehrmacht w drodze na manewry gubił drogę tak więc w lipcu 1939 roku przed atakiem na Polskę niemiecka administracja musiała ponownie przemalowywać na tablicach i drogowskazach nazwy miejscowości zmieniając je z niemieckich ponownie na te o słowiańskim brzmieniu. Na zachowanych starych fotografiach widać jednak, że nowe nazwy nie zostały zamalowane, ale jedynie uzupełniono je o starą nazwę miejscowości.

## Germanizacja na ziemiach polskich
Po włączeniu w granice państwa niemieckiego ziem należących do Słowian połabskich – Wieletów, Obodrzyczan oraz Serbów łużyckich oparta na Odrze zachodnia granica piastowskiego państwa Polan stała się przez pewien czas zachodnią granicą zasięgu Słowiańszczyzny. Późniejsze podboje doprowadziły do opanowania Pomorza Zachodniego, Gdańskiego, Prus Wschodnich, a także przejściowo części Żmudzi i Kujaw.

### Germanizacja pruska po rozbiorach

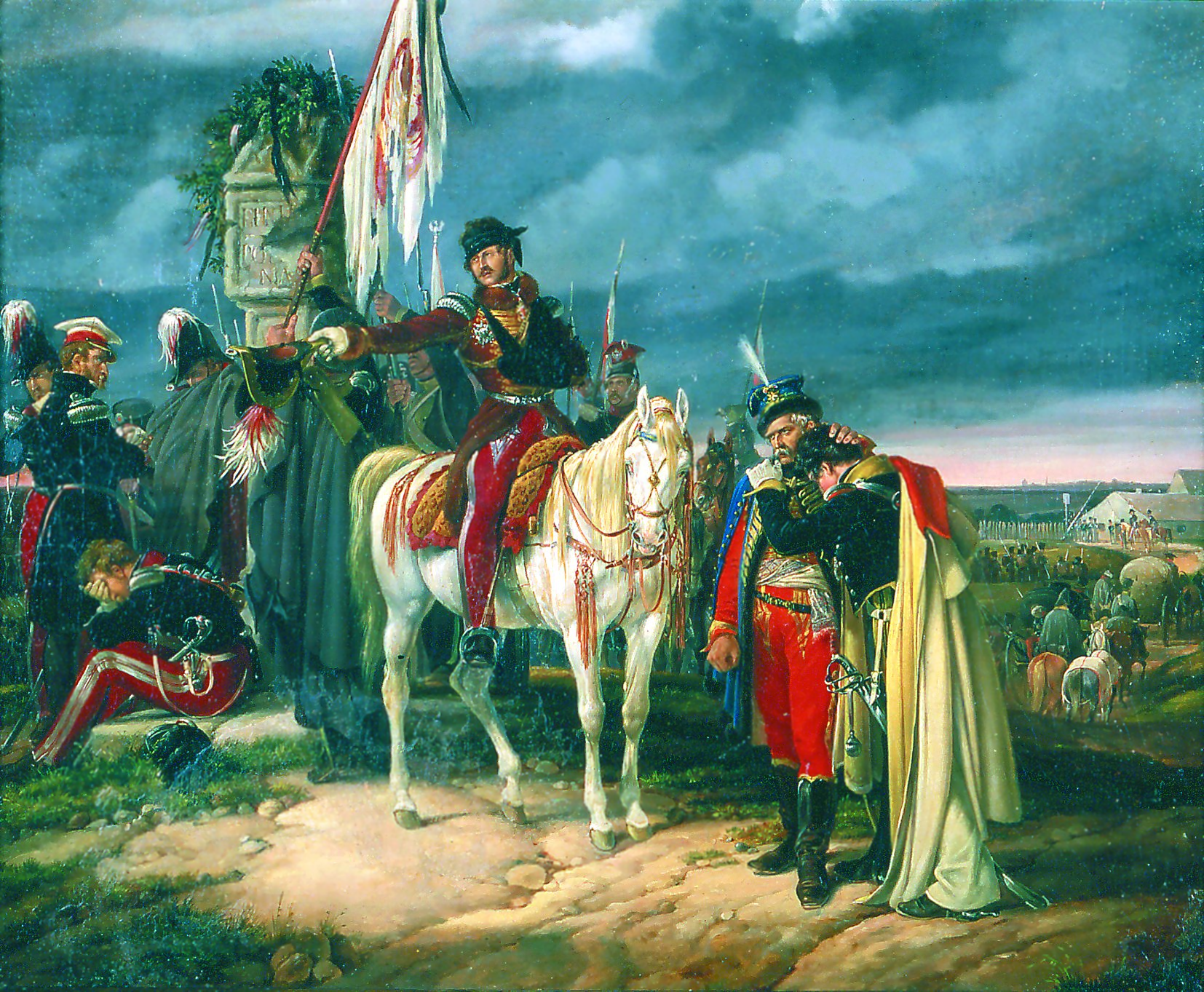
1831; oddziały powstańcze przekraczają granicę z Prusami. Finis Poloniae 1831 obraz Dietricha Montena

W 1772 roku miał miejsce I rozbiór Rzeczypospolitej. W wyniku kolejnych rozbiorów Polska przestała istnieć na mapie jako państwo. Jej teren wcielony został do Prus, Cesarstwa Austrii i Rosji. Po upadku insurekcji kościuszkowskiej Prusy (w granicach których znalazła się nawet Warszawa) składały się w 40% z obywateli narodowości polskiej. Wszystko wskazywało na to, że królestwo stanie się państwem germańsko-słowiańskim. Tak się jednak nie stało. Dawną politykę dynastyczną dworu pruskiego zastąpił nowy niemiecki nacjonalizm.
Prusacy przystąpili do intensywnej akcji scaleniowej. Głównymi jej elementami było osiedlanie na ziemiach polskich ludności niemieckiej. Rozdawano lub sprzedawano po niskich cenach skonfiskowane w roku 1795 dobra ziemskie klasztorów i uczestników powstania kościuszkowskiego oraz podjęto germanizowanie młodzieży polskiej, realizowane m.in. przez naukę w szkole niemieckiej oraz służbę wojskową w armii pruskiej. W celu przygotowania młodzieży do służby wojskowej Prusacy utworzyli w Kaliszu, w zabudowaniach lewego skrzydła byłego kolegium jezuickiego, szkołę wojskową – Korpus Kadetów. Urzędowe otwarcie tej szkoły nastąpiło w roku 1797, a początkowa liczba stu dwudziestu pięciu uczniów w krótkim czasie wzrosła do 200. Nauka obejmowała kurs przygotowawczy z zakresu języka niemieckiego, historii Prus, podstaw matematyki i przedmiotów wojskowych. Absolwentów tej szkoły kierowano następnie do Korpusu Kadetów w Berlinie, a po jego ukończeniu do służby w wojsku pruskim.
Postępowanie władz okupacyjnych w stosunku do ludności polskiej spotkało się z wrogim przyjęciem. Ten nieprzychylny stosunek do Prusaków pogłębiały jeszcze wiadomości o wojnach toczonych przez Napoleona Bonaparte oraz o walkach działających przy jego boku Legionów Polskich, dowodzonych przez Jana Henryka Dąbrowskiego. W 1806 r., gdy wojska pruskie zostały rozgromione przez armię napoleońską, sytuacja ludności polskiej zamieszkującej na obszarach objętych zaborem pruskim uległa całkowitej zmianie, sprawa polska znalazła się bowiem w orbicie zainteresowań cesarza francuskiego.
Zmasowaną akcję germanizacyjną ludności polskiej rozpoczęto na szeroką skalę w latach trzydziestych XIX wieku. Na Śląsku, Pomorzu Gdańskim, Warmii oraz na Mazurach władze pruskie wymieniały w szkolnictwie oraz administracji urzędników pochodzenia polskiego na Niemców. Po powstaniu listopadowym w Wielkim Księstwie Poznańskim zlikwidowano stanowisko polskiego namiestnika (Antoniego Radziwiłła) i rozpoczęto ograniczanie języka polskiego w szkolnictwie i administracji. Rząd pruski prowadził także akcję wykupywania od zubożałej polskiej szlachty folwarków i posiadłości ziemskich.

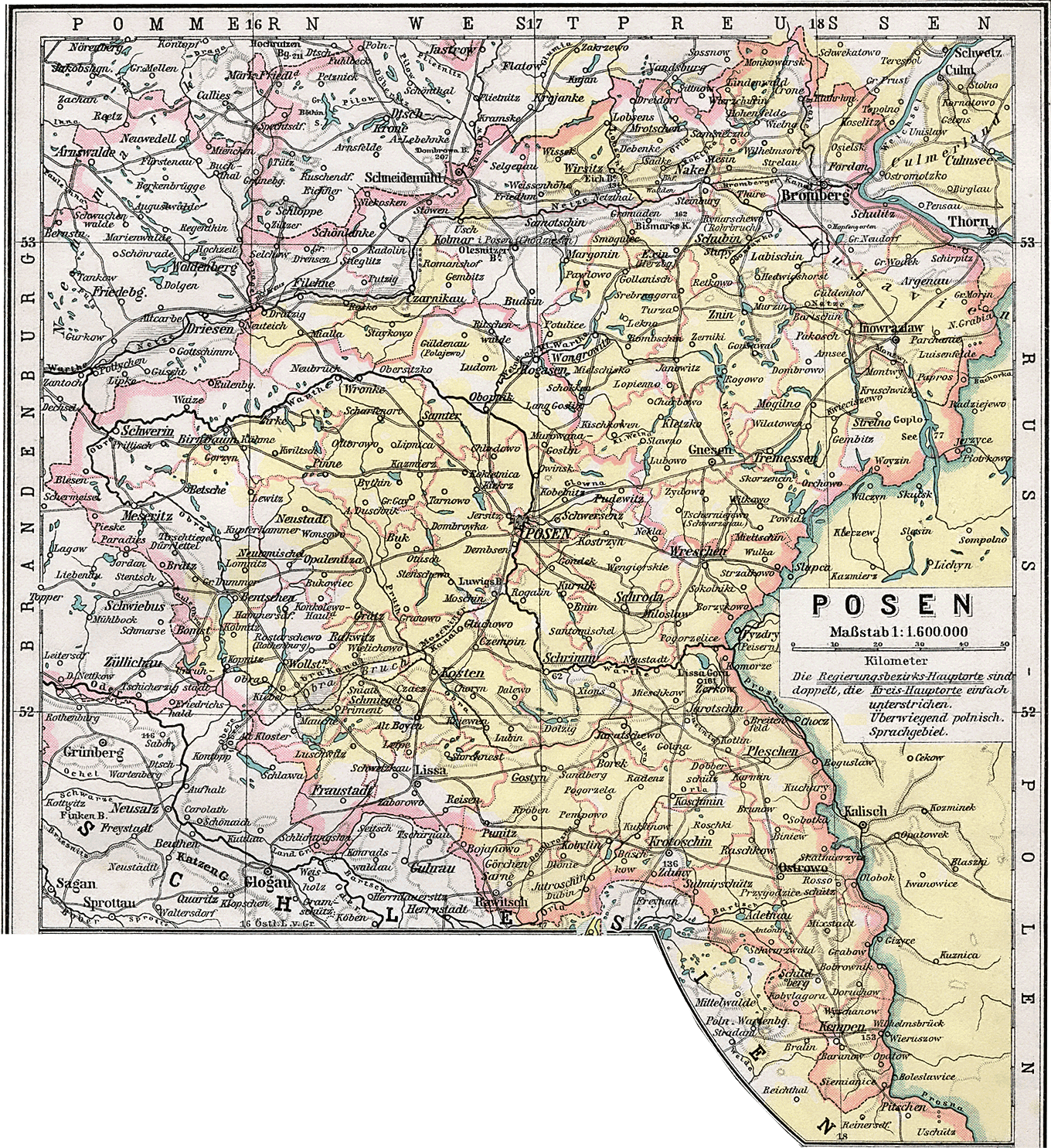
Niemiecka mapa z 1905 przedstawiająca zasięg polskojęzycznej większości w Poznańskiem

Po upadku powstania styczniowego nastąpiły aresztowania Polaków i dalsze zaostrzenie kursu antypolskiego. Po zjednoczeniu Niemiec w 1871 roku kanclerz Bismarck ogłosił akcję kulturkampfu. Ksiądz, który nie zgodził się poddać Kulturexamen był usuwany z urzędu, a diecezjom odbierano subwencje. W 1874 roku usunięto język polski ze szkół średnich, a w 1886 roku z elementarnych. Wobec dzieci, które odezwały się w szkole po polsku, były stosowane kary cielesne przez niektórych niemieckich nauczycieli. Polaków mieszkających w Niemczech oraz innych zaborach najbardziej zbulwersowały wydarzenia w latach 1901–1902 w szkole we Wrześni. Dzieci polskie zostały tam skatowane przez niemieckich nauczycieli i policję za to, że podczas lekcji religii nie chciały mówić po niemiecku. W proteście ogłosiły tzw. strajk dzieci wrzesińskich, który odbił się głośnym echem w ówczesnym świecie. Przeciw brutalnej germanizacji polskich dzieci we Wrześni protestowali Maria Konopnicka oraz Henryk Sienkiewicz. Konopnicka napisała bardzo emocjonalny wiersz „O Wrześni”, a Sienkiewicz w krakowskim czasopiśmie „Czas” opublikował dwa listy: w listopadzie 1901 roku – „O gwałtach pruskich” oraz „List otwarty do J.C.M. Wilhelma II, króla pruskiego” w listopadzie 1906 r. W listach tych piętnował postępowanie władz pruskich wobec polskich dzieci, a także antypolską politykę pruską. List z 1906 roku wydrukowały wszystkie polskie gazety w zaborach austriackim i rosyjskim oraz wiele czasopism zagranicznych, ponieważ w roku 1905 Sienkiewicz otrzymał nagrodę Nobla za całokształt pracy artystycznej, stając się bardzo znaną osobą na świecie.
W 1886 roku rząd niemiecki utworzył Komisję Kolonizacyjną oraz Komisję Generalną, których zadaniem był wykup ziemi od Polaków mieszkających w Wielkopolsce oraz na Pomorzu Gdańskim. W zamian na ziemiach tych masowo osiedlano niemieckich chłopów sprowadzanych z głębi Rzeszy. Na ten cel rząd pruski jednorazowo przeznaczył 100 mln marek, a po ich wyczerpaniu stale dotował budżet Komisji. W sumie do roku 1914 Komisja zużyła około 1 mld marek niemieckich – w ramach tej szeroko zakrojonej akcji zakupiła w latach 1886–1915 126 259 ha z rąk polskich. W sumie na zakupionych terenach zasiedlono około 150 tys. małorolnych i średniorolnych chłopów z głębi Niemiec.
W 1894 roku powstał w Poznaniu „Niemiecki Związek Marchii Wschodniej” (niem. Deutscher Ostmarkenverein, DOV) przez Polaków zwany Hakatą (od nazwisk założycieli Hansemanna, Kennemanna, Tiedemanna). Była to organizacja zrzeszająca niemieckich nacjonalistów, prowadząca ostrą propagandę antypolską. To właśnie z jej inicjatywy wydano w 1904 roku ustawę, która zabraniała wznoszenia bez zgody miejscowych władz budynków mieszkalnych na nowo nabytych gruntach. Słynny był przypadek Michała Drzymały, który nie mogąc otrzymać pozwolenia na budowę domu zamieszkał wraz z rodziną w wozie cyrkowym.
W 1908 roku Reichstag przegłosował nową ustawę o stowarzyszeniach z tzw. „paragrafem kagańcowym” (par. 12). Przewidywał on, że zebrania w języku innym niż niemiecki mogą odbywać się tylko w miastach gdzie ludność polska stanowi więcej niż 60%. Działania te przynosiły skutek przeciwny od zamierzonego.
Polacy w zaborze pruskim wielokrotnie występowali zbrojnie przeciw Niemcom. Na przestrzeni 100 lat – między 1794 a 1919 w Wielkopolsce miało miejsce pięć tzw. powstań wielkopolskich, w których patrioci polscy starali się uzyskać niepodległość. Cały ten okres doprowadził w końcu do przyłączenia Wielkopolski, którą Niemcy zwali „Südprussen” do II Rzeczypospolitej.

### I wojna światowa
Niemcy i ich sojusznicy
     Część Polski i Armenii przeznaczona do aneksji przez Niemcy/Turcję
     Półautonomiczne państwa pod kontrolą Niemiec – w przyszłości planowana aneksja
     Państwa gospodarczo i administracyjnie zależne od Niemiec
     Ukraina – pod ekonomiczną kontrolą Niemiec
     Planowana Republika Tatarska – niemiecki obszar osiedleńczy
     Państwa politycznie i gospodarczo związane z Niemcami
     Planowana Republika Zakaukaska – politycznie związana z Niemcami
     Półautonomiczne państwa kozackie wewnątrz Rosji – niemiecka strefa wpływów

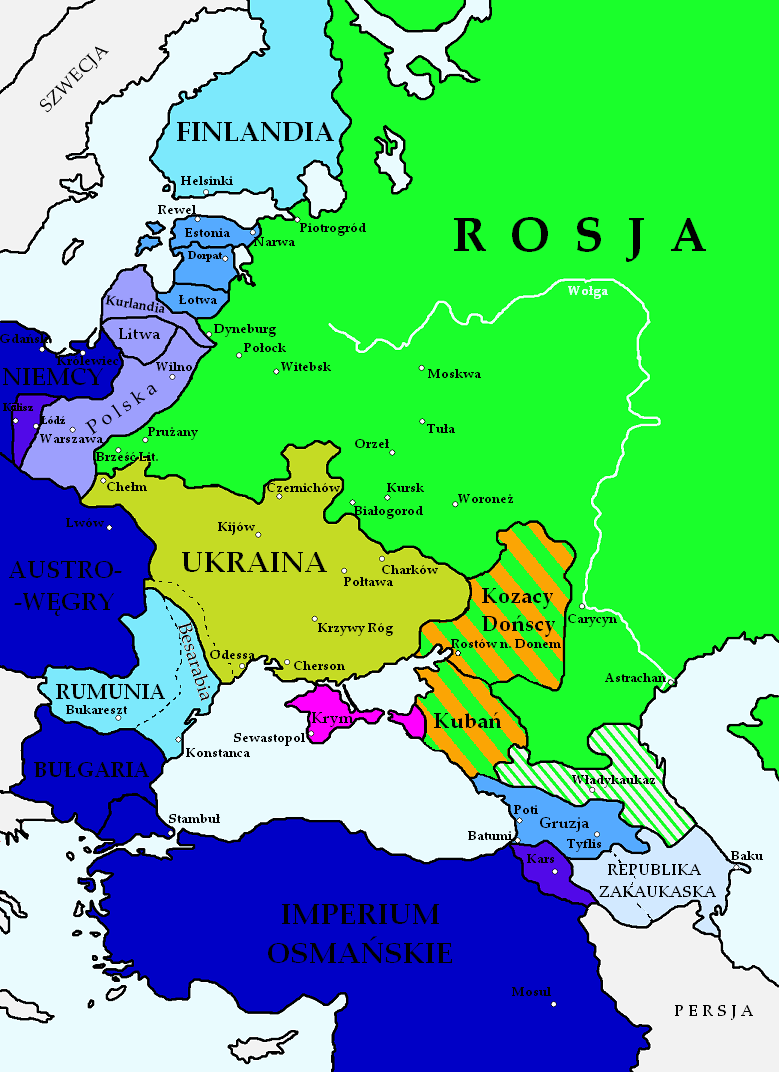
Mapa przedstawiająca niemieckie plany polityczne wobec Europy Środkowej i Wschodniej po Traktacie brzeskim z 9 lutego 1918, Traktacie brzeskim z 3 marca 1918 i Traktacie bukaresztańskim z 7 maja 1918.
Niemcy i ich sojusznicy
Część Polski i Armenii przeznaczona do aneksji przez Niemcy/Turcję
Półautonomiczne państwa pod kontrolą Niemiec – w przyszłości planowana aneksja
Państwa gospodarczo i administracyjnie zależne od Niemiec
Ukraina – pod ekonomiczną kontrolą Niemiec
Planowana Republika Tatarska – niemiecki obszar osiedleńczy
Państwa politycznie i gospodarczo związane z Niemcami
Planowana Republika Zakaukaska – politycznie związana z Niemcami
Półautonomiczne państwa kozackie wewnątrz Rosji – niemiecka strefa wpływów

Jeszcze przed I wojną w Niemczech powstała koncepcja tzw. Mitteleuropy. Słowo oznacza po niemiecku Europę Środkową stanowiło jednak także koncepcję polityczną oraz program będący celem wojennym Niemiec podczas I wojny światowej. Zakładał on dominację Cesarstwa Niemieckiego nad Europą Środkową i jej całkowitą eksploatację przez Niemcy, aneksję terytoriów zamieszkanych w większości przez ludność nie-niemiecką oraz ich germanizację. Mitteleuropę miały tworzyć marionetkowe państwa (w tym Królestwo Polskie) pod polityczną, ekonomiczną i wojskową kontrolą Rzeszy. Rejon miał być wykorzystywanym gospodarczo zapleczem imperium Niemieckiego, a jego zasoby miały służyć udanej rywalizacji z Anglią i Francją na arenie światowej w celu uzyskania pozycji wiodącego mocarstwa. Organizacja ekonomiczna opierałaby się na dominacji Niemiec, które narzuciłyby szereg korzystnych dla siebie umów ekonomicznych z podległymi im satelickimi państwami takimi jak Ukraina czy Polska. Populacja na podporządkowanych terenach stopniowo byłaby germanizowana, także poprzez czystki etniczne na ludności rodzimej i równoległe osadnictwo niemieckie. Niemiecki plan Mitteleuropy podczas I wojny światowej przewidywał znaczną aneksję terytorium Polski i wypędzenie z tych terytoriów Polaków oraz Żydów, zastępowanych stopniowo kolonistami niemieckimi. Sama Polska miała być stopniowo germanizowana, także poprzez zmniejszenie populacji Polskiej na skutek klęsk głodu. Częściowa realizacja tych planów miała swoje odzwierciedlenie w traktacie brzeskim, powiązanym z gwarancjami ekonomicznej i militarnej dominacji Niemiec na Ukrainie

### II wojna światowa
- Co w historii z pożytkiem zgermanizowane zostało, to była ziemia, którą nasi przodkowie mieczem zdobyli i niemieckimi chłopami skolonizowali – Adolf Hitler „Mein Kampf”[39].

Największą skalę osiągnęła germanizacja na terenach zdobytych przez wojska niemieckie w czasie II wojny światowej. Adolf Hitler w swoich przemówieniach wielokrotnie podkreślał potrzebę wyparcia i wyniszczenia Polaków na terenie Polski. Najbardziej znaną wypowiedzą na ten temat jest tzw. cytat armeński, który był częścią przemówienia Adolfa Hitlera do dowódców niemieckich. Dnia 25 listopada 1939 r. w Urzędzie do Spraw Polityki Rasowej NSDAP powstał kodyfikujący te uprzedzenia memoriał Erharda Wetzela i Günthera Hechta pt. „Traktowanie ludności byłych obszarów Polski z punktu widzenia polityki rasowej”, który głosił wprost:
- Nadający się do zniemczenia Polacy otrzymają niemieckie nazwiska po przejściu całkowitego procesu germanizacji, co trwać będzie od dwóch do trzech pokoleń. Językiem urzędowym, handlowym i potocznym winien być tylko język niemiecki, urzędnikami zaś na byłych terenach polskich mogą być tylko Niemcy (...). Dążeniem naszym jest zgermanizowanie w jak najszybszym czasie całej nadającej się do tego ludności (...). Należy wysiedlić element zdecydowanie polski (...) Polakom nie wolno uczęszczać do szkół średnich, do szkół zawodowych, ani też wyższych (...). Nie wolno odprawiać nabożeństw w języku polskim (...) Zabrania się wszelakich zrzeszeń, korporacji i zjednoczeń świeckich i kościelnych, jak również należy zamknąć polskie restauracje, kawiarnie i kina, a nadto znieść wszelką polską prasę i wydawnictwa książek (...). Te osoby, które wydają się niezdolne do przenarodowienia, muszą być utrzymywane na najniższym stopniu kultury (...). Spośród ludności przeznaczonej na wysiedlenie należy wybierać dzieci rasowo wartościowe w wieku najwyżej 8–10 lat i umieścić je w Rzeszy (...) Z krewnymi polskimi nie wolno im utrzymywać żadnych kontaktów (...) Poza tym wysiedlić należy: wszystkich Polaków, którzy przybyli na teren Nowej Rzeszy po 1 października 1918 r., całą polską inteligencję, działaczy polskich, tych spośród tzw. neutralnych Polaków, którzy nie dadzą się zniemczyć, wszystkich Żydów (...) i wszystkich mieszańców polsko-żydowskich” (...) Polskich dzienników nie będzie, jak również nie będą wydawane książki polskie i czasopisma[40][41].

Niemcy stosowali wobec podbitej Polski starą zasadę Dziel i rządź. Według niej przeprowadzono plany germanizacyjne skierowane wobec etnicznych mieszkańców różnych polskich regionów. Najbardziej znaną akcją germanizacyjną był Goralenvolk. Heinrich Himmler w swoim ściśle tajnym memorandum pt. „Traktowanie Obcych rasowo na wschodzie”, datowanym 25 maja 1940 roku opisał niemiecką taktykę w Polsce: „Musimy podzielić Polskę na tak wiele różnych grup etnicznych, na wiele części i podzielonych grup jak to jest tylko możliwe”. „Natomiast w swoich refleksjach pt. „Kilka myśli o traktowaniu obcoplemiennych na wschodzie” (niem. Einige Gedanken über die Behandlung der Fremdenvölker im Osten) pisze:” Musimy starać się uznawać i podtrzymywać jak najwięcej odrębnych narodowości, a więc obok Polaków i Żydów także Ukraińców, Białorusinów, Górali, Łemków i Kaszubów. Jeśli gdziekolwiek jeszcze się da znaleźć jakieś odłamy narodowościowe – to te także. (...) Chcę przez to powiedzieć, że najbardziej zainteresowani jesteśmy nie tym ażeby ludność wschodu jednoczyć, lecz przeciwnie, ażeby ją rozbić na możliwie wiele części i odłamów. Nie leży w naszym interesie doprowadzanie wymienionych narodowości do jedności i wielkości i stopniowe budzenie wśród nich świadomości narodowej i rozwijanie kultury narodowej, lecz przeciwnie, rozbicie ich na niezliczone małe odłamy i cząstki. (...) W ciągu (...) 4 do 5 lat np. pojęcie Kaszubów musi stać się nieznane, ponieważ wówczas kaszubskiego narodu już nie będzie (odnosi się to szczególnie do Prus zachodnich). Musi być także możliwe w okresie nieco dłuższym spowodowanie zniknięcia na naszym obszarze narodowych pojęć Ukraińców, Górali i Łemków. To co zostało powiedziane o tych odłamach narodowych, odnosi się w odpowiednio większych rozmiarach także do Polaków”.
Joseph Goebbels stwierdził natomiast 31 X 1939 roku: „Polacy zasadniczo nie powinni mieć teatrów, kin (...). W Generalnym Gubernatorstwie należy zamknąć wyższe szkoły i seminaria (...). Polakom należy zostawić takie możliwości kształcenia, które ukażą im beznadziejność ich położenia narodowego”. Rozporządzeniem Hansa Franka zlikwidowano na terenie GG szkolnictwo powyżej podstawowego oraz całkowicie zakazano nauczania historii. Germanizacji ludności polskiej służyły także drobiazgowo zaplanowane i systematyczne akcje planowej eliminacji polskiej inteligencji jak Operacja Tannenberg, Akcja AB, czy seria egzekucji oznaczonych kryptonimem Intelligenzaktion, które miały pozbawić Polskę elity politycznej, naukowej, społecznej, kulturalnej i wojskowej. Przeprowadzano także na szeroką skalę szereg akcji wysiedleńczych z terenów zajętych przez Niemcy. Niemcy przeprowadzili je w ramach szeroko zarysowanego planu tzw. Generalnego Planu Wschodniego. Celem akcji była próba sprowadzenia narodu polskiego do stanu społeczeństwa bezkulturowego, które łatwo będzie wynarodowić i podporządkować.
Hans Frank, gubernator Generalnego Gubernatorstwa na posiedzeniu rządu 11 marca 1942 w Krakowie stwierdził: „...celem naszym (...) winno być opróżnienie dla osadnictwa niemieckiego całego Kraju Wisły (niem. Weichselland) włącznie z Galicją. Będzie to oczywiście możliwe tylko wówczas, jeśli się z biegiem czasu usunie stąd obce narodowości – Polaków i Ukraińców. Nie ulega wątpliwości, że przeprowadzenie takich zmian potrwa dziesiątki lat; jest to jednakże jedynie słuszna linia postępowania; każda inna jest błędna”.

### Rabunek dzieci polskich
Już od samego początku wojny metodycznie realizowano wytyczne Heinricha Himmlera dotyczące polityki germanizacyjnej, który podczas przemówienia do generałów SS wygłoszonym w Poznaniu pod koniec 1943 roku stwierdził:

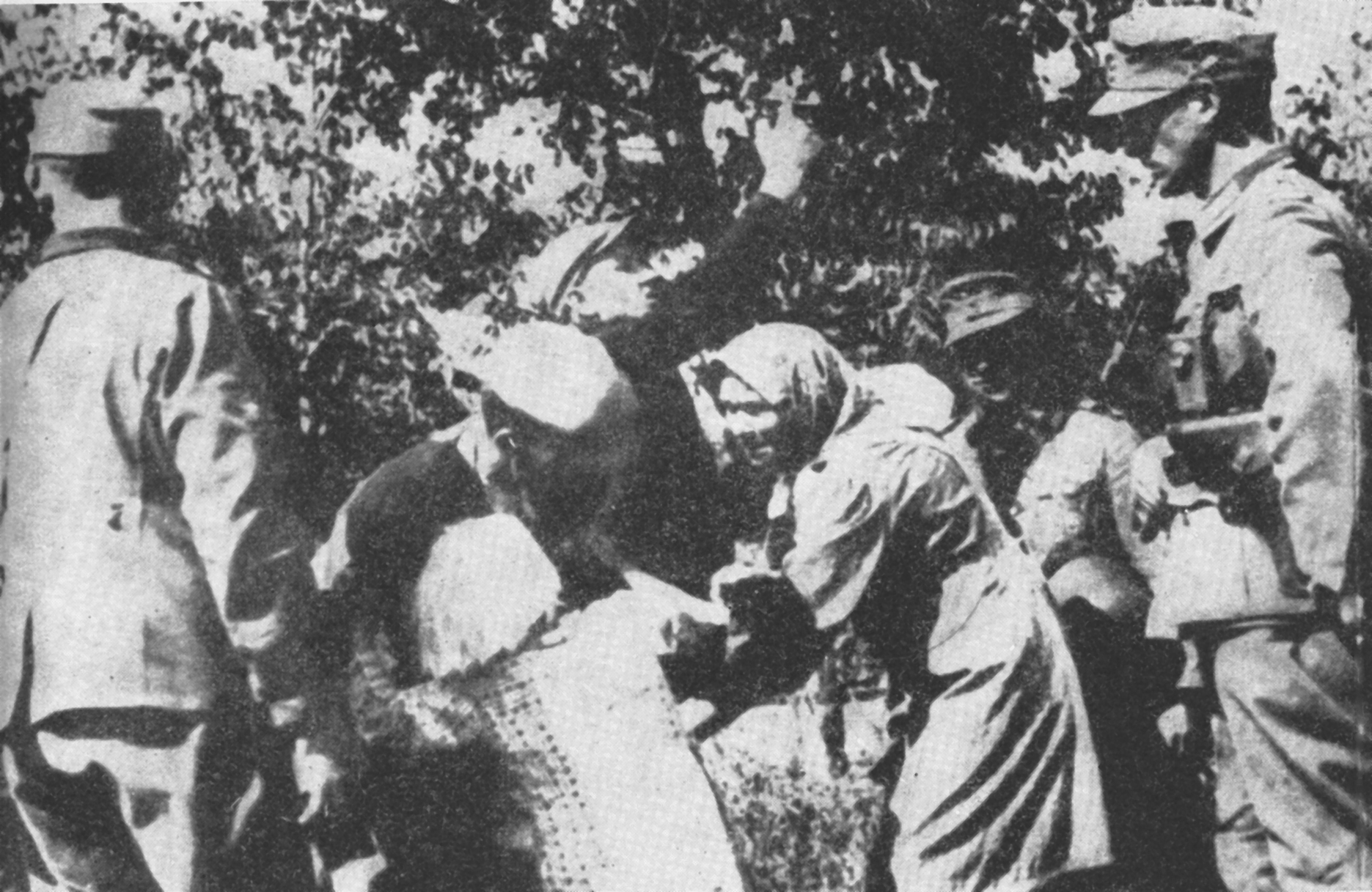
Rabunek dzieci polskich podczas operacji wysiedleńczej na Zamojszczyźnie

Weźmy od innych narodów to, co dla naszej krwi przedstawia pewną wartość, porywając, o ile to będzie konieczne, dzieci i wychowując je tu wśród nas.
Sposób realizacji tego przedsięwzięcia został sprecyzowany w programie narodowościowym Urzędu do Spraw Rasowo-Politycznych NSDAP z 25 listopada 1939 r., autorstwa dr. E. Wetzla i dr. G. Hechta, oraz w memoriale Himmlera z 1940 r. Nakazywano w nim coroczne obowiązkowe badania dzieci polskich z Generalnego Gubernatorstwa w przedziale wiekowym od 6 do 10 lat. Wszystkie, które odpowiadały wymogom rasowym, w świetle tego dokumentu miano wysiedlić do Rzeszy i zgermanizować. Dużą liczbę dzieci Niemcy wywieźli z Zamojszczyzny podczas przymusowych wysiedleń ludności polskiej w ramach Generalplan Ost. Część dzieci polskich, u których niemieccy lekarze-antropolodzy stwierdzili obecność odpowiednich cech rasowych, przeznaczono do germanizacji w niemieckich rodzinach i domach dziecka.
W 1942 roku Główny Urząd Rzeszy dla Spraw Umocnienia Niemczyzny z siedzibą w Berlinie wystosował tzw. rozporządzenie nr 67/I, które stanowiło podstawę dla działalności germanizacyjnej szeregu niemieckich instytucji działających w okupowanej Polsce jak sieć ośrodków Lebensborn, Niemieckie Szkoły Ojczyźniane, Urzędy Rasy i Osadnictwa oraz szereg władz administracyjnych i wojskowych. Dokument ten dotyczący „zniemczania dzieci z rodzin polskich i byłych polskich sierocińców” zalecał weryfikację dzieci „nadających się do zniemczenia” poprzez ich selekcje na podstawie badań rasowych i psychologicznych oraz umieszczanie:
...dzieci w wieku od 6 do 12 lat w Niemieckich Szkołach Ojczyźnianych, a w wieku od 2 do 6 lat u rodzin, które wskaże Lebensborn.
Ofiarami nazistowskiego programu selekcji rasowej oraz germanizacji padły dzieci z Polski, Rumunii, Czechosłowacji, Słowenii, Francji, Belgii, Luksemburga i Norwegii. Szacuje się, że w tym czasie rodzicom różnych narodowości odebrano około 250 tysięcy dzieci, w tym najwięcej, bo aż 150 tysięcy, z Polski. Wiele z nich wywieziono do Austrii. Po zakończeniu wojny jedynie 25 tysięcy polskich dzieci przeznaczonych do germanizacji powróciło do swoich rodziców. Z kilkunastu tysięcy dzieci wywiezionych z zamojskiego tzw. Dzieci Zamojszczyzny udało się po wojnie odzyskać około 800. Jednym z najbardziej znanych losów takiego dziecka jest historia Alojzego Twardeckiego.

### Opracowania
- Lech Leciejewicz, Zbigniew Bukowski (red.), Mały słownik kultury dawnych Słowian, Warszawa: Wiedza Powszechna, 1990, ISBN 83-214-0499-5, OCLC 69371914. Brak numerów stron w książce
- Z. Boras, Związki Śląska i Pomorza Zachodniego z Polską w XVI wieku, Poznań 1981. Brak numerów stron w książce
- Norman Davies, Roger Moorhouse, Mikrokosmos: Portret miasta środkowoeuropejskiego, Kraków: Znak/Ossolineum, 2002, ISBN 83-240-0172-7. Brak numerów stron w książce
- Witold Jakóbczyk, Przetrwać nad Wartą 1815–1914, [w:] 55. zeszyt cyklu „Dzieje narodu i państwa polskiego”, Warszawa 1989. Brak numerów stron w książce
- A. Mendykowa, Dzieje książki polskiej na Śląsku, Wrocław: Ossolineum, 1991. Brak numerów stron w książce
- Krzysztof Raniowski, Rody ziemi wolsztyńsko-babimojskiej, Biblioteka Publiczna Miasta i Gminy Wolsztyn, 2005, ISBN 83-89208-09-1. Brak numerów stron w książce
- Czesław Łuczak, Polityka ludnościowa i ekonomiczna hitlerowskich Niemiec w okupowanej Polsce, Poznań: Wydawnictwo Poznańskie, 1979, ISBN 83-210-0010-X. Brak numerów stron w książce
- Okupacja i Ruch oporu w dzienniku Hansa Franka 1939–1945, t. I (1939–1942), Warszawa: KIW, 1972. Brak numerów stron w książce
- Tadeusz Manteuffel, Historia powszechna: średniowiecze, Warszawa: PWN, 1978. Brak numerów stron w książce
- Zygmunt Świechowski, Wrocław jego dzieje i kultura, Warszawa: Arkady, 1978. Brak numerów stron w książce
- Joseph Partsch, Schlesien: eine Landeskunde für das deutsche Volk, Breslau 1896 (niem.). Brak numerów stron w książce
- Stanisław Rospond, Polszczyzna Śląska, Wrocław: Ossolineum, 1970. Brak numerów stron w książce
- Roman Z. Hrabar, Lebensborn, czyli źródło życia, Katowice: Wydawnictwo „Śląsk”, 1975. Brak numerów stron w książce
- Władysław Jan Grabski, 300 miast wróciło do Polski, Warszawa: PAX, 1960. Brak numerów stron w książce